# Mugil cephalus
Mugil cephalus is een straalvinnige vissensoort uit de familie van de harders (Mugilidae). De wetenschappelijke naam is gepubliceerd in 1758 door Linnaeus in de tiende editie van Systema naturae.

## Beschrijving
Mugil cephalus wordt bij ongeveer 30 cm lengte geslachtsrijp. Volwassen vissen zijn gemiddeld 50 cm lang. De vis kan een lengte van 100 cm bereiken. De eerste rugvin bevat vijf stekels en de tweede zeven tot negen vinstralen, de aarsvin drie stekels en acht of negen vinstralen.

## Verspreiding en leefgebied
Mugil cephalus heeft een groot verspreidingsgebied over de hele wereld in subtropische en tropische kustwateren en riviermondingen, waar de vis zich ophoudt in relatief ondiep water (minder dan 10 m). Het is (zoals bij de meeste harders) een katadrome vissoort.

## Betekenis voor de mens
Er bestaat een uitgebreide beroepsvisserij op deze soort harder en de vis wordt ook veel gekweekt. De eitjes van deze harder worden verwerkt tot het mediterrane voedingsmiddel bottarga.
De soort wordt niet bedreigd in zijn voortbestaan (beoordelingsjaar 2008).